# As Marcianas (álbum de 1986)
As Marcianas, álbum lançado em 1986, é o 2º álbum de estúdio da dupla sertaneja brasileira As Marcianas. Foi lançado pelo selo Nova Copacabana. 
De acordo com Celina, integrante da dupla, este foi o primeiro álbum de uma dupla sertaneja feminina a receber o disco de ouro e platina em toda a música sertaneja.

## Faixas
Lado A
| N.º | Título               | Duração |  |
| 1.  | "Carreta Feiticeira" | 2:55    |  |
| 2.  | "Desamor"            | 3:19    |  |
| 3.  | "Marcas"             | 3:22    |  |
| 4.  | "Jeito Delicado"     | 3:28    |  |
| 5.  | "Ele Esteve Aqui"    | 3:11    |  |
| 6.  | "Amantes"            | 3:04    |  |

Lado B
| N.º | Título                                                      | Duração |  |
| 1.  | "Alguém Que Me Lembra Você" (participação de José Marciano) | 3:08    |  |
| 2.  | "Depois de Amanhã"                                          | 3:25    |  |
| 3.  | "Assim Não Presta"                                          | 2:10    |  |
| 4.  | "Morrendo de Amor por Você"                                 | 3:35    |  |
| 5.  | "Nossa Melodia Preferida"                                   | 4:03    |  |
| 6.  | "Pedaços de Amor"                                           | 2:47    |  |